# Penoxsulam
Penoxsulam ist eine chemische Verbindung aus der Gruppe der Triazolopyrimidinsulfonamide.

## Gewinnung und Darstellung
Penoxsulam wird durch Kondensationsreaktion zwischen 2-(2,2-Difluorethoxy)-6-trifluormethylbenzolsulfonylchlorid und 5,8-Dimethoxy-[1,2,4]triazol[1,5-c]pyrimidin-2-amin in Gegenwart einer nicht- oder schwach nucleophilen Alkaliverbindung hergestellt.
Allgemein können Verbindungen dieses Typs durch Reaktion eines substituierten 2-Amino-1,2,4-triazoloazin mit einem Benzolsulfonylchlorid oder einem Pyridin-3-sulfonylchlorid gewonnen werden.

## Eigenschaften
Penoxsulam ist ein weißer Feststoff mit muffigem Geruch, der praktisch unlöslich in Wasser ist. Es ist stabil gegenüber Hydrolyse bei einem pH-Wert von 4, 7 und 9.

## Verwendung
Penoxsulam ist ein Nachauflauf-Herbizid. Es ist ein systemisches Herbizid, das über Blätter und Wurzeln der behandelten Unkrautpflanzen aufgenommen und in diesen weiterverteilt wird. Es hemmt in den Pflanzen die Acetolactat-Synthase (ALS-Inhibitor), also die Biosynthese der Aminosäuren mit verzweigter Seitenkette, wie der essentiellen Aminosäuren l-Leucin, l-Isoleucin und l-Valin. Dies führt zu einer Hemmung der Zellteilung und führt zum Wachstumsstillstand. Die Pflanzen verblassen und es bilden sich Nekrosen. Schließlich sterben die Pflanzen innerhalb von zwei bis vier Wochen ab.
Penoxsulam wird gegen Ungräser und breitblättrige Unkräuter in Reiskulturen eingesetzt. Es wurde von Dow AgroSciences in den 2000er Jahren entwickelt und 2004 bei der EPA zugelassen.

## Zulassungsstatus
In der Europäischen Union wurde der Wirkstoff im Jahr 2010 zugelassen. In Deutschland, Österreich und der Schweiz sind Pflanzenschutzmittel, die diesen Wirkstoff enthalten, erhältlich.